# Amalienborgsplatsen
Amalienborgsplatsen (danska: Amalienborg Plads) är en oljemålning av danske konstnären Vilhelm Hammershøi från 1896.
Målningen är Vilhelm Hammershøis mest monumentala och storslagna arkitekturmålning. Vyn är från andra våningen i Levetzaus Palæ, numera Kristian VIII:s palats, mot Jacques-François-Joseph Salys ryttarstaty över Frederik V av Danmark och Kristian IX:s palats i Amalienborg. Med målningen återinförde Hammerhøi det arkitektoniska motivet, som hade omhuldats under den danska guldåldern.

## Proveniens
Målningen finns på Statens museum for kunst i Köpenhamn.